# Nicodamus
Nicodamus là một chi nhện trong họ Nicodamidae.